# ランドリー・ディマタ
ランドリー・ナニー・ディマタ（Landry Nany Dimata  ,  1997年9月1日 - ）は、ベルギーのサッカー選手。コンゴ民主共和国・ムブジマイ出身。スュペル・リグ・サムスンスポル所属。ポジションはフォワード。

## 経歴
スタンダール・リエージュの下部組織に入った後、ジュピラー・プロ・リーグのKVオーステンデと2016年に契約を結ぶ。同年8月4日のKRCヘンク戦でデビューした。
2017年6月19日、ブンデスリーガのVfLヴォルフスブルクに5年契約で移籍した。移籍金は公表されないながら、1000万ユーロ近くと予想されている。
2018年6月22日、RSCアンデルレヒトにレンタル移籍した。
2021年2月1日、RCDエスパニョールにハーフシーズンと買い取りオプション付きの契約でレンタル移籍した 。冬からの加入ながらもリーグ戦18試合に出場して5ゴールを挙げたことで、シーズン終了後に完全移籍が決まった。
2022年8月30日、NECナイメヘンにレンタル移籍した。
2023年9月1日、サムスンスポルに移籍した。